# B. H. Roberts
Brigham Henry Roberts (13 de março de 1857 — 27 de setembro de 1933) foi um historiador, político e líder da Igreja de Jesus Cristo dos Santos dos Últimos Dias (Igreja SUD). 

## Carreira
Ele editou os sete volumes da História da Igreja de Jesus Cristo dos Santos dos Últimos Dias e escreveu independentemente os seis volumes da História Abrangente da Igreja de Jesus Cristo dos Santos dos Últimos Dias. Roberts também escreveu Estudos do Livro de Mórmon — publicado postumamente — que discutia a validade do Livro de Mórmon como um registro antigo. Roberts foi negado um assento como membro do Congresso dos Estados Unidos por causa de sua prática de poligamia.

## Estudos do Livro de Mórmon
Em reposta a uma carta de perguntas difíceis do Livro de Mórmon enviada por um membro da Igreja a James E. Talmage e dada a B.H. Roberts, fez um estudo sobre problemas com o Livro de Mórmon em 1921. Em 1922, reuniu com a Primeira Presidência, o Quórum dos Doze Apóstolos, e os Setenta para falar sobre aspetos problemáticos do Livro de Mórmon como geografia, linguagem, anacronismos e semelhanças com outros livros da época de Joseph Smith. O estudo, originalmente mais de 400 páginas, foi eventualmente publicada em 1985 pela University of Illinois Press como Studies of the Book of Mormon.

## Publicações
- Roberts, B. H. (1888). The Gospel: An Exposition of its First Principles. Salt Lake City: The Contributor Company
- — (1892). The Life of John Taylor, Third President of the Church of Jesus Christ of Latter-day Saints. Salt Lake City: George Q. Cannon & Sons
- — (1893). Outlines of Ecclesiastical History. Salt Lake City: George Q. Cannon & Sons
- — (1894). Succession in the Presidency of the Church of Jesus Christ of Latter-day Saints. Salt Lake City: Deseret News
- — (1895). A New Witness for God (PDF). Salt Lake City: George Q. Cannon & Sons
- — (1900). The Missouri Persecutions. Salt Lake City: George Q. Cannon & Sons
- — (1900). The Rise and Fall of Nauvoo. Salt Lake City: Deseret News
- — (1902). Corianton: a Nephite story. Salt Lake City: s.n.
- —; Smith, Joseph (1902–1932). History of the Church of Jesus Christ of Latter-day Saints, (7 volumes). Salt Lake City: Deseret News
- — (1903). New Witnesses for God. Volume II. The Book of Mormon (PDF). Salt Lake City: Deseret News
- — (1903). The Mormon Doctrine of Deity: the Roberts-Van der Donckt Discussion. Salt Lake City: Deseret News
- — (1907–1912). The Seventy's Course in Theology (5 volumes). Salt Lake City: Deseret News
- — (1907–1912). Defense of the Faith and the Saints (2 volumes). Salt Lake City: Deseret News (vol 2)
- — (1908). Joseph Smith, the Prophet-Teacher: A Discourse. Salt Lake City: Deseret News
- — (1909). New Witnesses for God: Part III. The Evidences of the Truth of the Book of Mormon (PDF). Salt Lake City: Deseret News
- — (1916). The Church as an Organization for Social Service. Salt Lake City: General Board of the Y.M.M.I.A.
- — (1919). The Mormon Battalion; its History and Achievements. Salt Lake City: Deseret News
- — (1930). Comprehensive History of the Church of Jesus Christ of Latter-day Saints: Century I (6 volumes). Salt Lake City: LDS Church
- — (1931). The "Falling Away"; or, The World's Loss of the Christian Religion and Church. Salt Lake City: Deseret Book
- — (1932). Rasha—the Jew; a Message to All Jews. Salt Lake City: Deseret News
- — (1948). Discourses of B.H. Roberts of the First Council of the Seventy. Salt Lake City: Deseret Book
- —; Madsen, Brigham D. (1985). Studies of the Book of Mormon. Urbana: University of Illinois Press
- —; Bergera, Gary James (1990). The Autobiography of B. H. Roberts. Salt Lake City: Signature Books
- —; Larson, Stan (1994). The Truth, the Way, the Life. San Francisco: Smith Research Associates
- —; Madsen, Brigham D. (1999). The Essential B.H. Roberts. Salt Lake City: Signature Books
- —; Sillito, John R. (2004). History's Apprentice: the Diaries of B.H. Roberts, 1880–1898. Salt Lake City: Signature Books